# Higgler
Un higgler est, en anglais jamaïcain, un vendeur de produits agricoles qui écoule sur les marchés forains de Jamaïque une marchandise qu'il a lui-même collecté auprès de quelques producteurs. Cette activité d'intermédiaire fait vivre de nombreuses personnes dans le pays.